# KCTD12
KCTD12‏ (Potassium channel tetramerization domain containing 12) هوَ بروتين يُشَفر بواسطة جين KCTD12 في الإنسان.